# 側風
側風是指與某一方向或行進方向有正交分量的風。 在航空中，側風是指風的一部分吹過跑道，使得起飛降落較風向與跑道平行時更加困難的風。如果側風足夠強烈，並超過了飛機側風限制，在此極限條件下試圖降落有可能引發飛機起落架的結構性損傷。側風有时也會縮寫為X/WIND。
側風在濕滑路面上行駛時也會造成麻煩，尤其是有瞬時強風，並且車輛側面面積較大的時候。這對於駕駛員來說具有危險，因為可能產生升力，同時引發車輛方向改變。對於駕駛員來說，最安全的處理方法是降速，以降低升力，然後駛入側風的方向。
當風向與駕駛方向不完全平行的時候，這種風被稱作具有側風分量，意思是這種風可以分成兩個部分，一個側風，和一個順風/逆風分量。在這種條件下，車輛的表現與只遇到其側風分量時相同。
側風分量是由風與行進方向的夾角的正弦乘以風速，逆風分量與側風分量計算方式相同，只是使用餘弦而非正弦。在現實世界飛行的飛行員一般通過一個繪有風速與夾角的表格來閱讀側風分量的值。

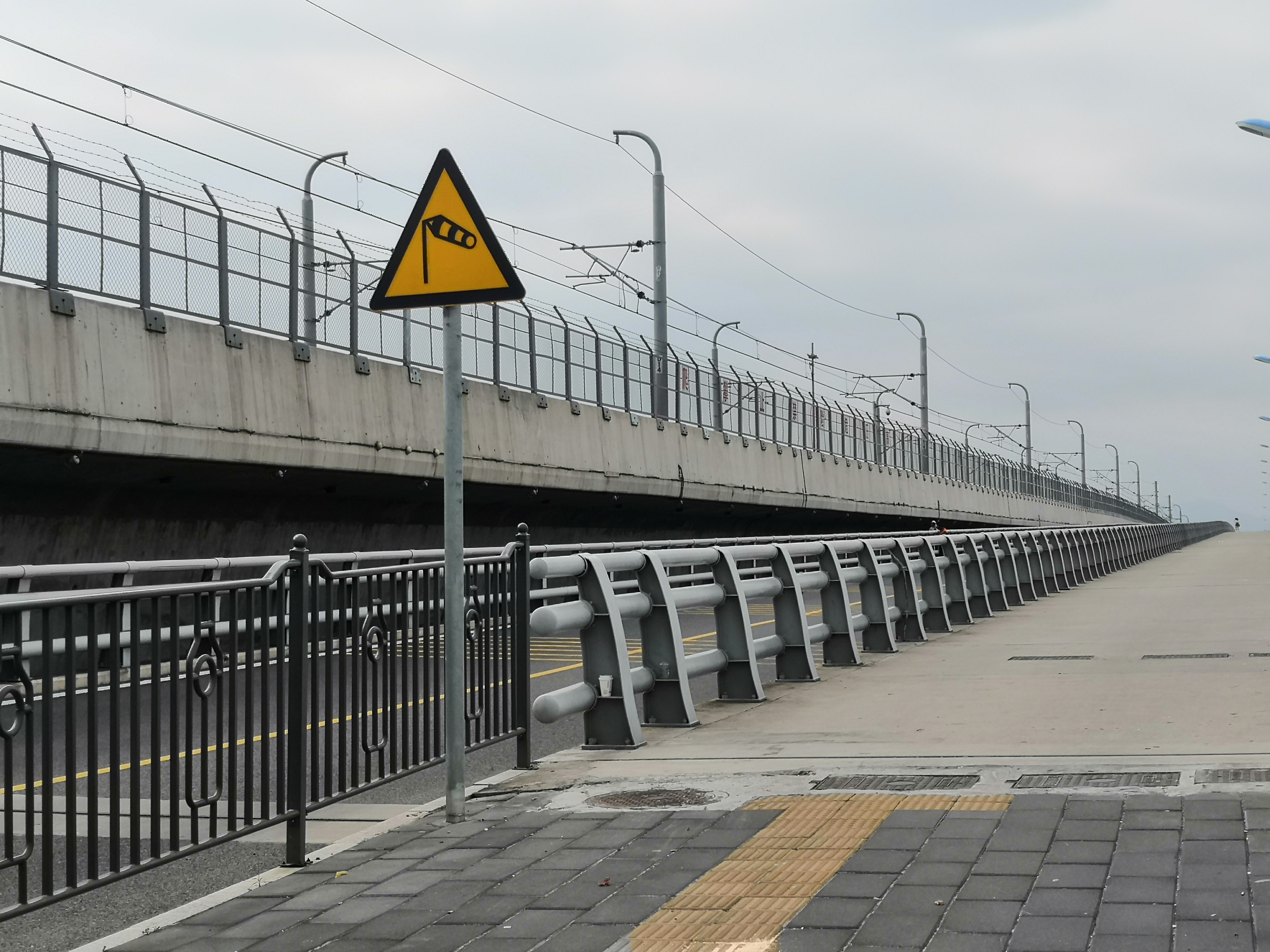
位於高集海堤的側風警示